# فاننكني
فاننكني (بالإنجليزية: Vannankeni)‏ هي منطقة سكنية تقع في سريلانكا في المقاطعة الشمالية.